# Бек-Герншейм, Элизабет
Элизабет Бек-Гернсхайм (род. 14 октября 1946 года) — немецкий социолог, психолог и философ.

## Биография
В 1966 — 1973 годах изучала социологию, психологию и философию в Мюнхенском университете.
В 1973 году получила учёную степень доктора философии. В том же году получила стипендию от фонда «Исследовательская группа» (нем. Stiftung Studienkreis) на обучение в Индии.
В 1987 году получила степень хабилитированного доктора политических наук.
В 1988 — 1990 годах обучалась по программе Гейзенберга Немецкого научно-исследовательского общества.
В 1991 — 1993 годах была приглашённым профессором в Гиссенском университете и Мюнхенском университете.
В 1993 — 1994 годах — профессор социологии Гамбургского университета.
В 1994 — 2009 годах — профессор социологии Университета Эрлангена — Нюрнберга.
С 2009 года является приглашённым профессором в Норвежском университете естественных и технических наук.
Жена социолога Ульриха Бека.

## Исследовательская деятельность
В 1995 — 1996 годах — исследователь в Кардиффском университете.
В 1996 — 1997 годах — исследователь в Германском институте передовых исследований.
В 2001 — 2002 году исследователь в Гамбургском институте социальных исследований (нем. Hamburger Institut für Sozialforschung).

## Научные труды
- Das halbierte Leben (1980)
- Vom Geburtenreckgang zum ganz normalen Leben (1984)
- Welche Gesundheit wollen wir?: Dilemmata des medizintechnischen Fortschritts, Suhrkamp, 1995, ISBN 9783518119563
- Die Kinderfrage (нем.). — 1988. (C.H.Beck, 2006, ISBN 978-3-406-54776-8)
- Das ganz normale Chaos der Liebe (1990)
  - Ulrich Beck, Elisabeth Beck-Gernsheim The normal chaos of love (англ.). — Wiley-Blackwell, 1995. — ISBN 978-0-7456-1382-6.
- Was kommt nach der Familie? (2000)
  - Reinventing the family: in search of new lifestyles (англ.). — Wiley-Blackwell, 2002. — ISBN 978-0-7456-2214-9.
- Individualization: institutionalized individualism and its social and political consequences (англ.). — SAGE, 2002. — ISBN 978-0-7619-6112-3.
- The social implications of bioengineering, Humanities Press, 1995, ISBN 978-0-391-03841-7